# چینه (یورغیر)
چینه (به ترکی استانبولی: Çine) یک منطقهٔ مسکونی در ترکیه است که در یورغیر واقع شده‌است.